# 鳞根柳叶菜
鳞根柳叶菜（学名：Epilobium gouldii），为柳叶菜科柳叶菜属下的一个植物种。